# Герцог Арко

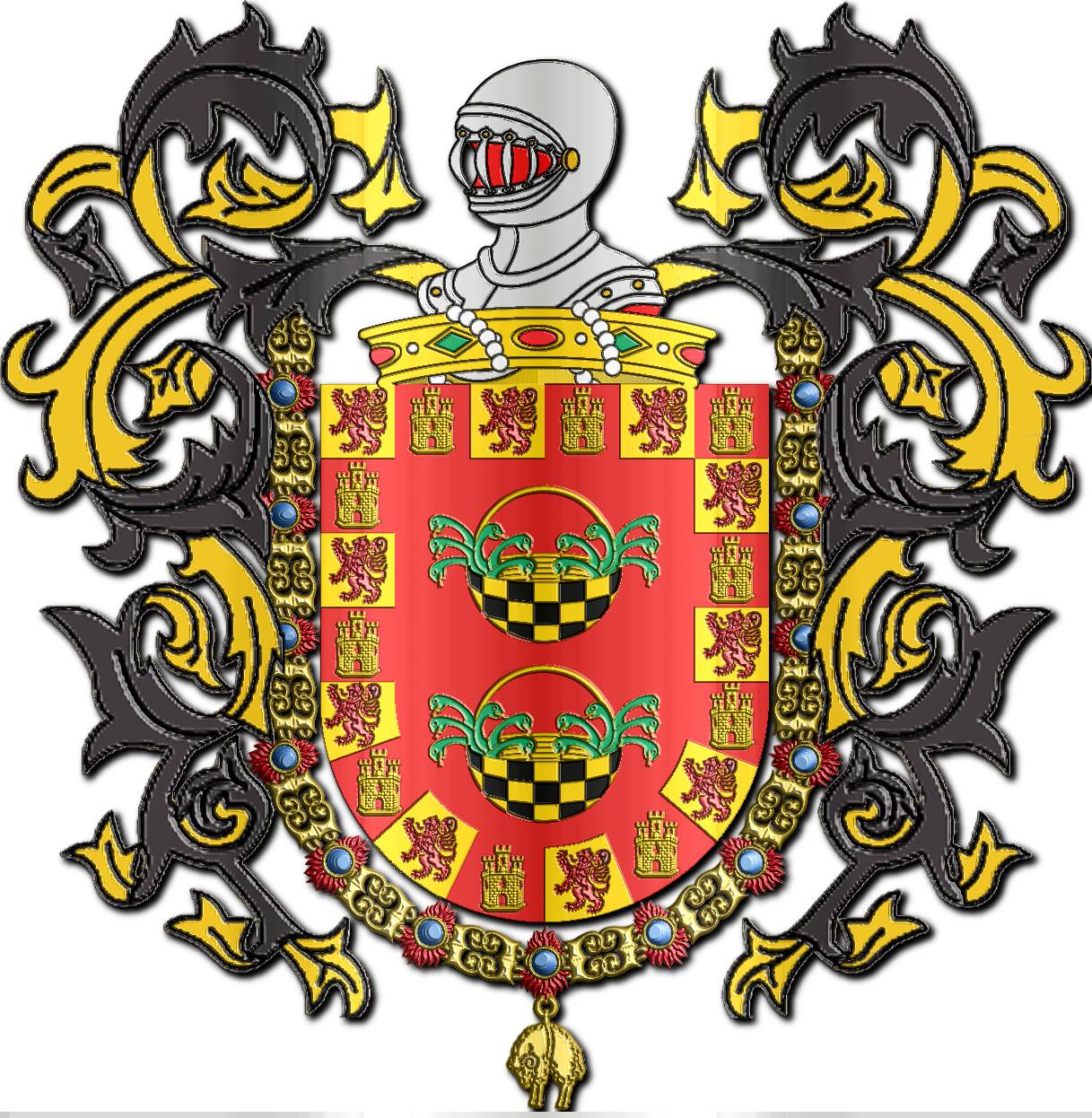
Герб рода Манрике де Лара

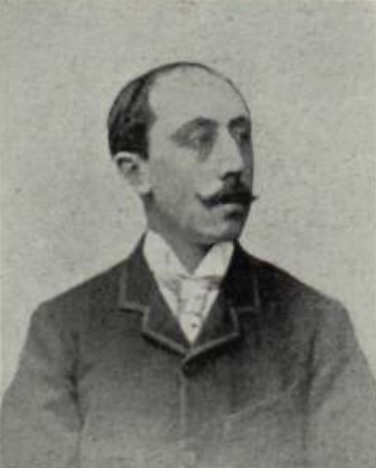
Мануэль Фалько и Альварес де Толедо, 8-й герцог дель Арко, 4-й герцог де Фернан-Нуньес, 8-й маркиз де ла Мина

Герцог дель Арко — испанский дворянский титул (гранд Испании 1-го класса). Он был создан 26 апреля 1715 года королем Филиппом V для Алонсо Манрике де Лары и Сильвы (1672—1737), 4-го графа Монтеэрмосо, 8-го графа де Фуэнсальданьи, 9-го виконта Альтамира, сеньора вилл Аркильо, Галистео, Пасарон, Торременга, Баньоса, Саламанки, Мальпартиды и других, кавалера Орденов Золотого руна и Святого Духа.
Название герцогского титула происходит от названия деревни Аркильо, которая позднее была переименована в Арко. На сегодняшний день Арко является одной из деревень в муниципалитете Каньявераль (провинция Касерес, автономное сообщество Эстремадура).

## Список герцогов дель Арко
|                            | Титул | Период                     |
| Креация создана Филиппом V | Креация создана Филиппом V | Креация создана Филиппом V |
| -------------------------- | --- | -------------------------- |
| I                          | Алонсо Манрике де Лара и Сильва (11 января 1672 — 27 марта 1737), старший сын Педро Манрике де Лара, 6-го графа де Фуэнсальданья, и Антонии де Сильва Рибера и Тодело | 1715 — 1737                |
| II                         | Луис Мануэль Лассо де ла Вега и Манрике де Лара (1699 — 14 сентября 1768), сын Томаса Мнуэля Лассо де ла Вега и Нава-Гримон, маркиза де Миранда де Анта, графа де Пуэртольяно, и Марии Манрике де Лара и Сильва, племянник предыдущего                                                                | 1737 — 1768                |
| III                        | Франсиско Лассо де ла Сармьенто (1768—1805), единственный сын предыдущего и Марии Франсиски Сармьенто де Сотомайор и Давила Суньига (1710—1736) | 1768 — 1805                |
| IV                         | Мария Андреа Лассо де ла Вега и Сильва (ум. 1840), единственная дочь предыдущего и Терезы де Сильва и Рабатта | 1805 — 1840                |
| V                          | Мария Висента де Солис и Ласско де ла Вега (ок. 1780 — 4 июня 1840), единственная дочь предыдущей и Альфонсо Алехо де Солиса, 5-го герцога де Монтельяно (ок. 1750—1806) | 1840                       |
| VI                         | Мария Пилар Осорио и Гутьеррес де лос Риос (10 декабря 1829 — 1 сентября 1921), единственная дочь Фелипе Осорио и де ла Куэвы, 5-го маркиза де ла Мина (1795—1859), и Марии Франсиски де Асис Гутьеррес де лос Риос и Висенте де Солис, 2-й герцогини де Фернан-Нуньес (1801—1836), внучка предыдущей | 1840 — 1921                |
| VII                        | Мануэль Фелипе Фалько и Осорио (30 сентября 1856 — 8 мая 1927), старший сын предыдущей и Мануэля Фалько и д’Адда, маркиза де Альмонасир (1828—1892) | 1921 — 1927                |
| VIII                       | Мануэль Фалько и Альварес де Толедо (5 апреля 1897 — 8 декабря 1936), сын предыдущего и Сильвы Альварес де Толедо и Гутьеррес де ла Конча (1873- | 1927-1936                  |
| IX                         | Мария де лас Мерседес Фалько и де Анчорена (род. 27 марта 1931), единственная дочь предыдущего и Марии де лас Мерседес Анчорены и Урибуру | ? — настоящее время        |